# Jeetzel
De Jeetzel (in Nedersaksen) of Jeetze (in Saksen-Anhalt) is een ongeveer 73 km lange rivier in noordelijk Duitsland.

## Geografie
De rivier ontspringt in een Altmark genaamde landstreek in Saksen-Anhalt en verder noordwaarts stroomt zij door het laaggelegen Wendland, in de Landkreis Lüchow-Dannenberg, Nedersaksen. Zij stroomt door of langs de steden Salzwedel, Wustrow, Lüchow, Dannenberg en Hitzacker; bij laatstgenoemde plaats mondt de Jeetzel uit in de Elbe. Een probleem is, dat bij hoog water in de Elbe er water stroomopwaarts de Jeetzel in loopt, terwijl deze rivier zelf dan ook veel water voert. Dan zijn er relatief vaak overstromingen.

## Geschiedenis
De rivier dankt haar naam vermoedelijk aan de es. Deze boomsoort komt van origine veel voor in oeverlanden langs rivieren als de Jeetzel. De Jeetze(l) stroomt door een gebied, waar in de Vroege Middeleeuwen leden van Slavische volkeren woonden; de naam Jeetze of Jeetzel is dan ook aan een West-Slavische taal ontleend. Taalgeleerden gaan uit van een Oud-Slavisch woord jasenu, essenbeek, verwant aan Pools jesion, es.
Van de 13e tot en met het eerste kwart van de 19e eeuw was de Jeetzel in gebruik voor de scheepvaart. Met name de stad Salzwedel was in belangrijke mate van vervoer over dit water afhankelijk. Over de rivier voeren kleine vrachtscheepjes met een niet al te grote diepgang, meestal in de lente of de herfst, daar de rivier in de zomer vaak weinig water voert en in de winter vaak dichtvriest. Met de uitvinding van de spoorweg verloor de Jeetzel haar belang als scheepvaartroute. Tegenwoordig varen er vrijwel alleen kano's en andere kleine plezierbootjes op.
In de 20e eeuw nam de bevolkingsdruk toe, en langs de (vooral in het voorjaar vaak buiten haar oevers tredende) Jeetzel werden waterbouwkundige ingrepen uitgevoerd, om uitbreidingen van steden en landbouwareaal langs de rivier mogelijk te maken. Op diverse plekken lopen parallel aan het nogal bochtige riviertje kanalen, gegraven, in de 19e eeuw nog t.b.v. de scheepvaart, later vooral t.b.v. waterstandbeheer. Ook zijn er ook na de overstroming in 2006 nog, vooral in de benedenloop, sluizen, dammen, dijken en gemalen gebouwd.

## Afbeeldingen

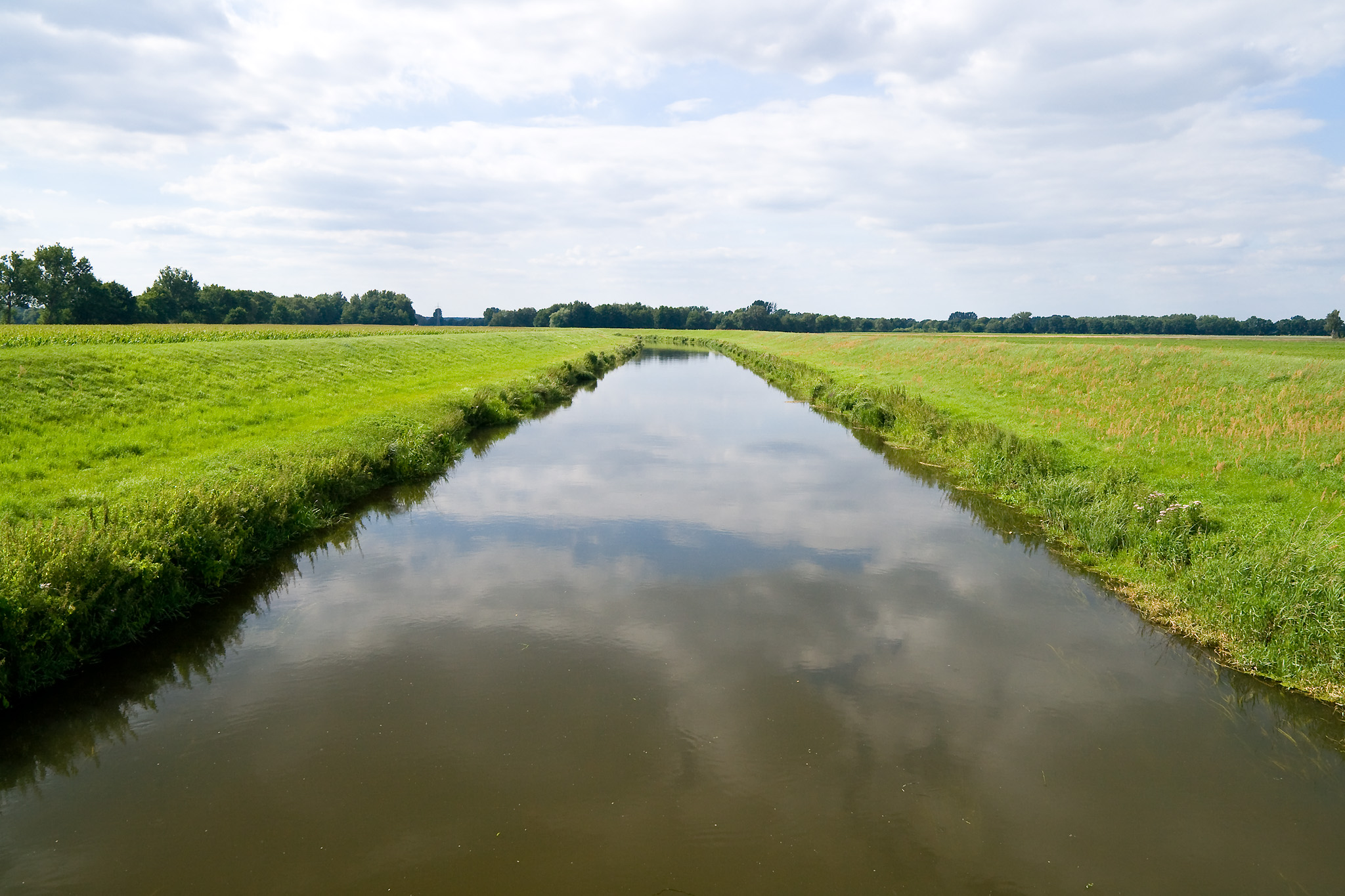
Eén van de Jeetzelkanal geheten parallelkanalen van de Jeetzel
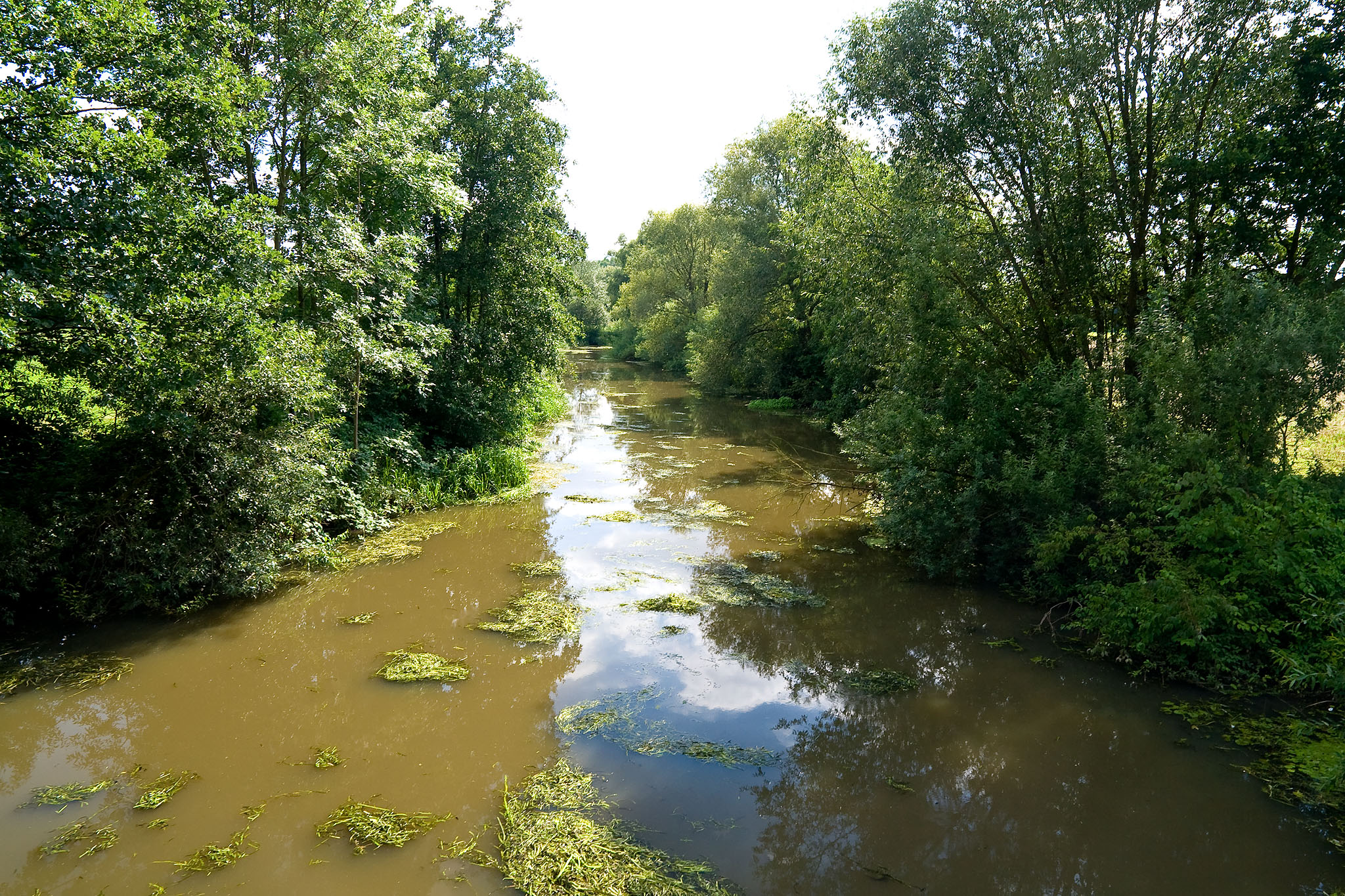
Alte Jeetzel
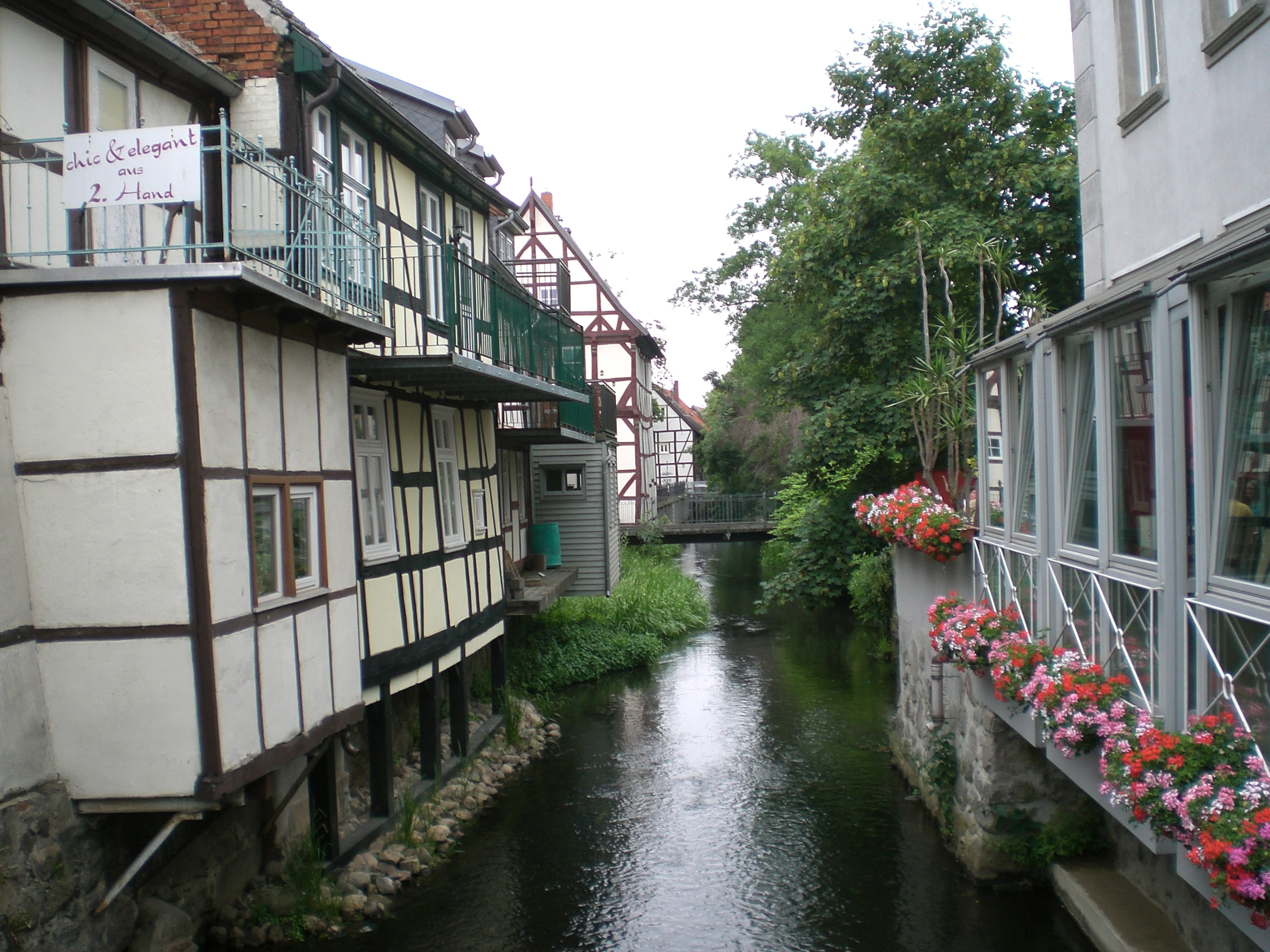
De Jeetze in Salzwedel